# Тушевичи (Слонимский район)
Туше́вичи (бел. Тушэвічы) — деревня в Слонимском районе Гродненской области Белоруссии. Входит в состав Деревянчицкого сельсовета.

## География
Находится в 2 км к югу от Слонима, 3-х км от железнодорожной станции «Слоним» на линии «Барановичи-Волковыск», 131 км от Гродно. Располагается на р. Шея (приток р. Щара).

## История
Деревня известная с начала XVI веке как поместье, государственная недвижимость в Слонимском уезде, Новогрудское воеводство (Великое княжество Литовское).
В 1508 году имение было присвоено Великим князем — боярину Д. И. Свитичу в качестве благодарности за службу.
В 1555 году двор, центр усадьбы, собственность А. Д. Свиты, который продал часть имения за 50 копеек подстаросте Слонимa Б. Миткевичу.
В октябре 1795 года в результате третьего раздела Речи Посполитой д. Тушевичи вошла в состав Российской империи.
25 декабря 1795 года по указу императрицы Екатерины II из частей Брестского, Виленского, Гродненского и Новогрудского воеводств бывшего Великого Княжества Литовского было провозглашено образование Слонимской губернии с центром в городе Слоним, но решение не было реализовано.
8 августа 1796 года последовал новый указ «Об учреждении Виленского и Слонимского намесничества, о разделении оных на уезды» которым определены в составе 8 уездов: Брестского, Волковысского, Гродненского, Кобринского, Лидского, Новогрудского, Пружанского, Слонимского (в составе которого была д. Тушевичи).
Указ был приведён в исполнение 8 сентября 1796 года, при этом в данных границах была образована не губерния, а наместничество.
12 декабря 1796 года указом императора Павел I в ходе приводимых им административно-территориальных реформ Слонимское и Виленское наместничества объединены в Литовскую губернию с центром в Вильне. Соответствующий указ Сената вышел 6 февраля 1797 года.
Впервые д. Тушевичи была отмечена на карте в 1832 году.
Деревня в 1801 году в составе Гродненской губернии. Во второй половине XIX века деревня, частная собственность в Шиловичской волости. Это была часть имения Ганевичей. Принадлежала помещику Пусловскому.
С сентября 1915 года до декабря 1918 года была оккупирована войсками кайзеровской Германии. С апреля 1919 года по июль 1920 года и с октября 1920 года — польскими войсками.
С 1919 в составе БССР, с 27 февраля 1919 в составе Литовско-Белорусской Советской Социалистической Республики, с 31 июля 1920 снова в составе БССР.
С 1921 года в составе Польши. Входила в Шиловичскую гмину Слонимского повета Новогрудского воеводства. С 1939 снова в составе БССР.
С 12 октября 1940 года деревня в Гловсевичском сельском совете Слонимского района Барановичской области.
Во время Великой Отечественной войны с конца июня 1941 года до начала июля 1944 года — оккупирована немецко-фашистскими захватчиками, 4 жителя деревни были убиты на фронте.
С 8 января 1954 в Гродненской области. С 16 марта 1987 года деревня в составе Деревянчицкого сельсовета.
В 2016 году в составе Слонимского районного унитарного сельскохозяйственного предприятия «Победитель» (центр — Деревянчицы).

## Население
- 1869 год — 82 человека.
- 1897 год — 108 человек.
- 1905 год — 144 человека.
- 2003 год — 173 человека.
- 2012 год — 156 человека.
- 2020 год — 64 человека.

## Инфраструктура
В деревне есть строение магазина (не работает, вместо него — автолавка), лесопилка, СТО (не работает), здание бывшей школы и здание бывшей конторы. Есть кладбище.